# Hypermétrie
L'hypermétrie est une altération de la gestion des paramètres spatiaux du mouvement volontaire.
Le sujet hypermétrique arrête son mouvement après la cible à atteindre.
Sur le plan moteur, cela s'explique par une incoordination musculaire agoniste/antagoniste, les muscles agonistes exécutant le mouvement proprement dit, les muscles antagonistes ayant pour rôle de freiner ce mouvement. Une atteinte du cortex cérébelleux latéral (cérébrocérébellum) ou une lésion de ses nerfs se dirigeant au cortex moteur et pré-moteur peuvent entraîner ce désordre du mouvement. Soit un problème dans la planification d'un mouvement rapide.